# Esternay
Esternay ist eine französische Gemeinde mit 1776 Einwohnern (Stand 1. Januar 2022) im Département Marne in der Region Grand Est. Sie gehört zum Arrondissement Épernay und zum Kanton Sézanne-Brie et Champagne.

## Bevölkerungsentwicklung
| Jahr      | 1962 | 1968 | 1975 | 1982 | 1990 | 1999 | 2008 | 2018 |
| Einwohner | 1560 | 1570 | 1528 | 1618 | 1600 | 1603 | 1755 | 1832 |

## Sehenswürdigkeiten
- Schlossruine Esternay
- Kirche Saint-Remi (Wiederaufbau ab 1616)

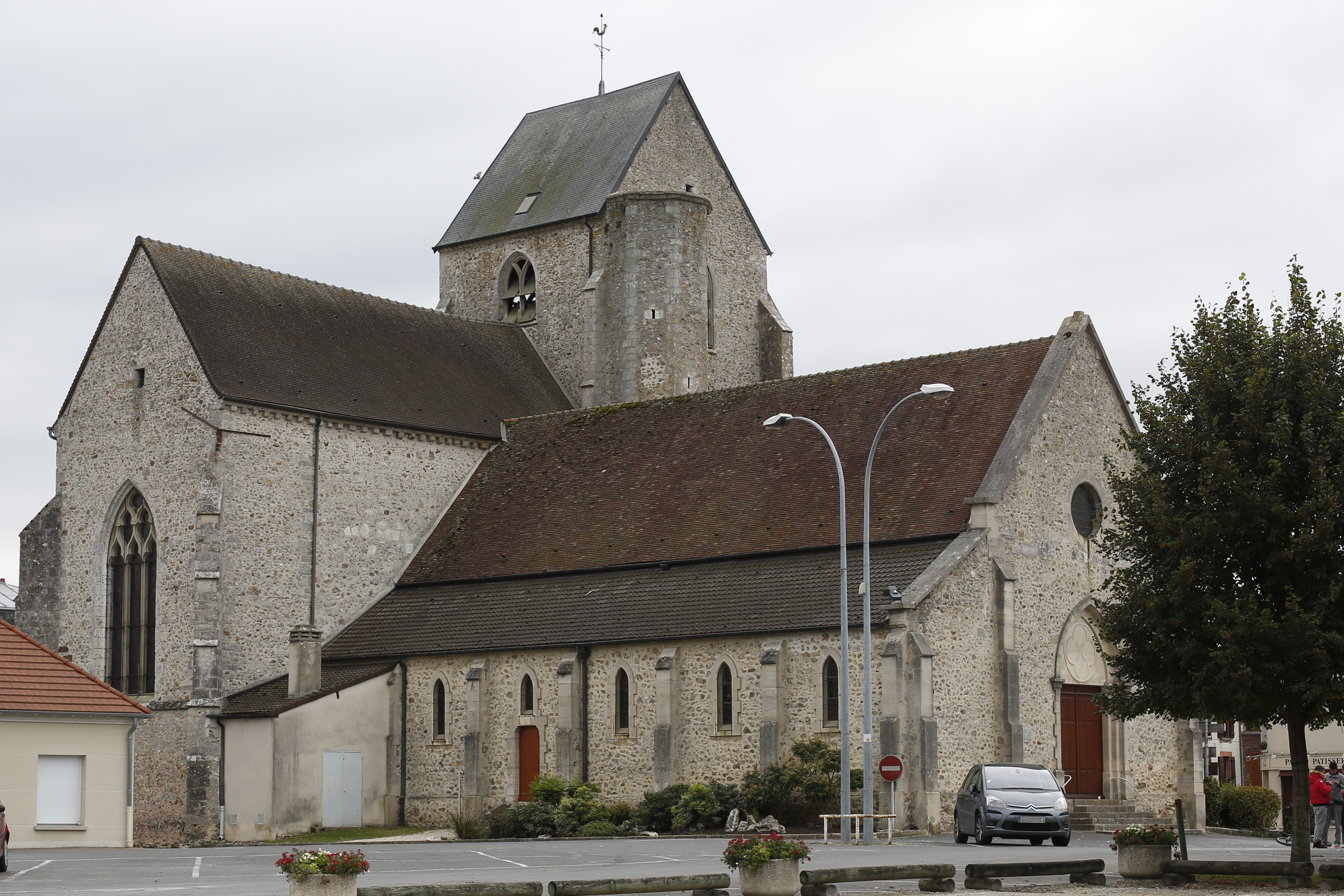
Kirche Saint-Remi

## Partnerschaften
Esternay pflegt seit 1968 eine Partnerschaft mit dem Waldbronner Ortsteil Etzenrot in Baden-Württemberg.